# Schleuse Garwitz
Die Schleuse Garwitz ist eine von 17 Schleusen auf der Müritz-Elde-Wasserstraße und dient wie alle anderen zur Überwindung des Höhenunterschiedes zwischen Elbe und Plauer See.

## Besonderheiten

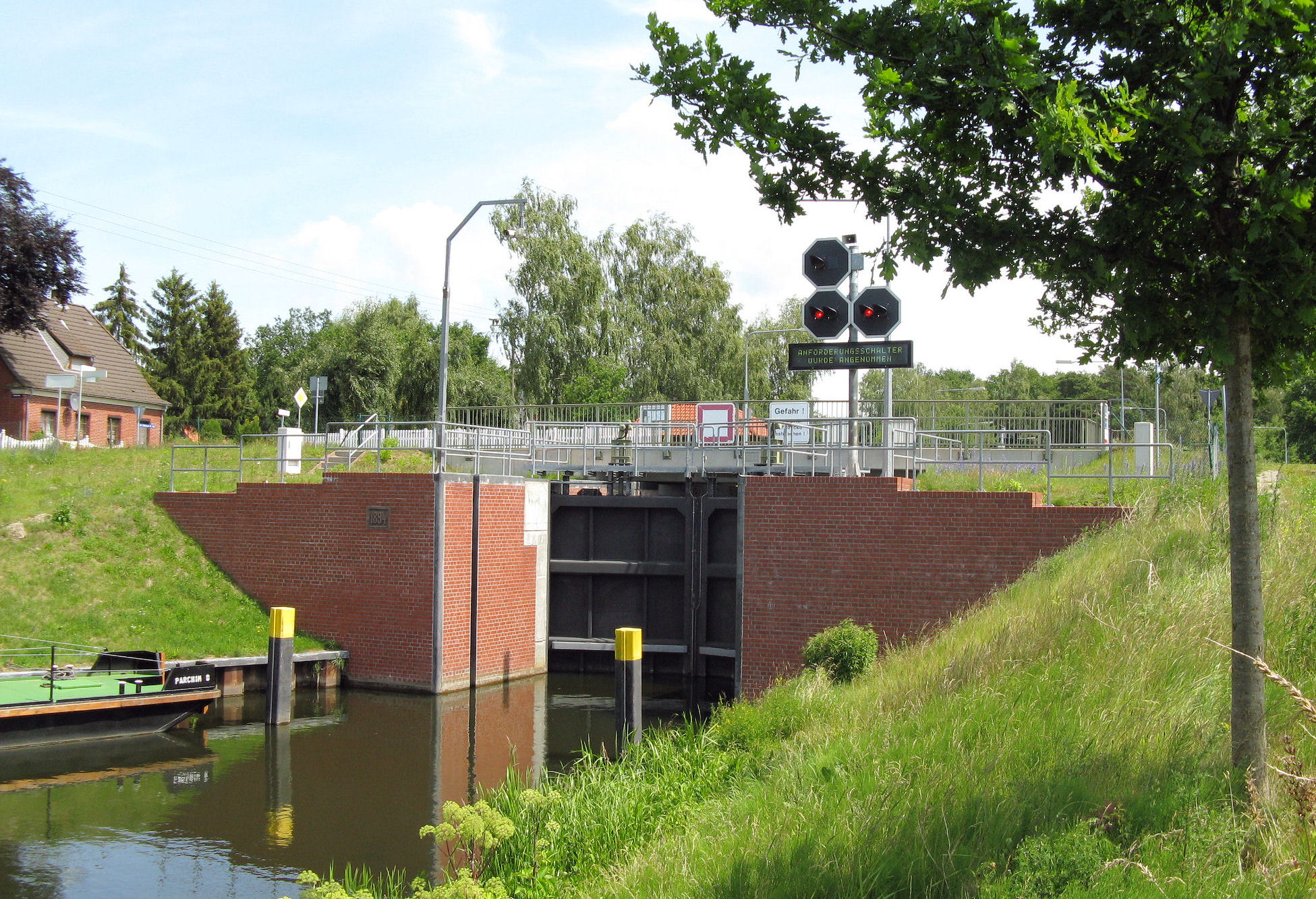
Schleuse bei Garwitz, hier am Unterwasserufer

Die Schleuse hat schräge Wände. Dadurch entsteht bei Oberwasser eine täuschende Breite von knapp 8 Metern. Diese darf allerdings keinesfalls voll ausgenutzt werden, da sonst beim Herunterschleusen die Gefahr eines Schiffbruchs besteht. Die Nutzbreite dort beträgt nämlich nur 6,60 Meter.
Zusätzlich ist zu beachten, dass sich die Straßenbrücke direkt über der Schleuse befindet. Das Festmachen direkt unterhalb der Brücke beim Heraufschleusen ist unter Umständen lebensgefährlich, da man mit dem Boot unter der Brücke eingeklemmt wird.
Bisher sind keine Unfälle in der Schleuse durch die schwierigen Gegebenheiten bekannt geworden.